# 土佐林禅棟
土佐林 禅棟（とさばやし ぜんとう）は、戦国時代の武将。大宝寺氏の家臣。出羽国藤島城主。実名は不明。

## 生涯
土佐林氏は羽黒山の別当職を務めていた家柄で、大宝寺氏と同等の勢力を誇っていたが、文明9年(1477年）大宝寺氏との抗争によって滅ぼされ、天文年間に禅棟が大宝寺氏に再び仕え、その筆頭格の重臣となっていた。
天文10年（1541年）に大宝寺晴時が没すると剃髪し、杖林斎禅棟と号した。晴時の死後は義増の擁立に尽力した。永禄5年（1562年）頃、幕府政所執事・伊勢貞孝に書状を送り、子が死去した際に13代将軍・足利義輝の弔問を受けたことに御礼を述べている。しかし、同年に貞孝は松永久秀に討たれてしまい伊勢氏は没落。伊勢氏の代官であった蜷川親世は後ろ盾を失って禅棟へ出羽への下向を打診し、禅棟も了承している。永禄8年（1565年）に義輝が松永久秀らに弑殺されると（永禄の変）、ついに親世は所領を捨て出羽へ逐電したが庄内へは至らず、村山郡寒河江荘高松氏に寄寓し、そこで死去した。これらの事からも幕府中枢との外交を担い、六十里越街道を挟んだ村山郡の寒河江氏らと同盟関係にあったことが示唆されている。
永禄11年（1568年）に本庄繁長が上杉輝虎に対して反乱を起こしたとき、大宝寺氏は本庄氏に与したため、反乱鎮圧後に上杉氏との和睦締結に尽力する。
義増の後継者・大宝寺義氏の時代も当主の補佐役を務めたが、義氏と上杉や豪族関係との対策などをめぐって対立し、関係は悪化した。元亀元年（1570年）上杉謙信の調停を受けて禅棟は義氏の依る尾浦城に伺候するが、流言を信じて疑心暗鬼となり横山城(三川町)に遁走してしまった。
元亀2年（1571年）に義氏の攻撃を受けて戦死した。